# Istoria aromânilor
Acest articol se referă la istoria aromânilor. Pentru istoria vlahilor nordici (românii), vezi Istoria românilor. Astăzi aromânii pot fi întâlniți în Grecia, Bulgaria, Albania, Macedonia, Muntenegru, Kosovo și România, iar daco-românii în România, Moldova, Ucraina, Slovacia, Cehia, Polonia,  Serbia și Ungaria. Aproximativ o sută de mii de aromâni trăiesc în România, unde sunt considerați români. Cea mai mare parte dintre ei locuiesc în Dobrogea.

## Origini

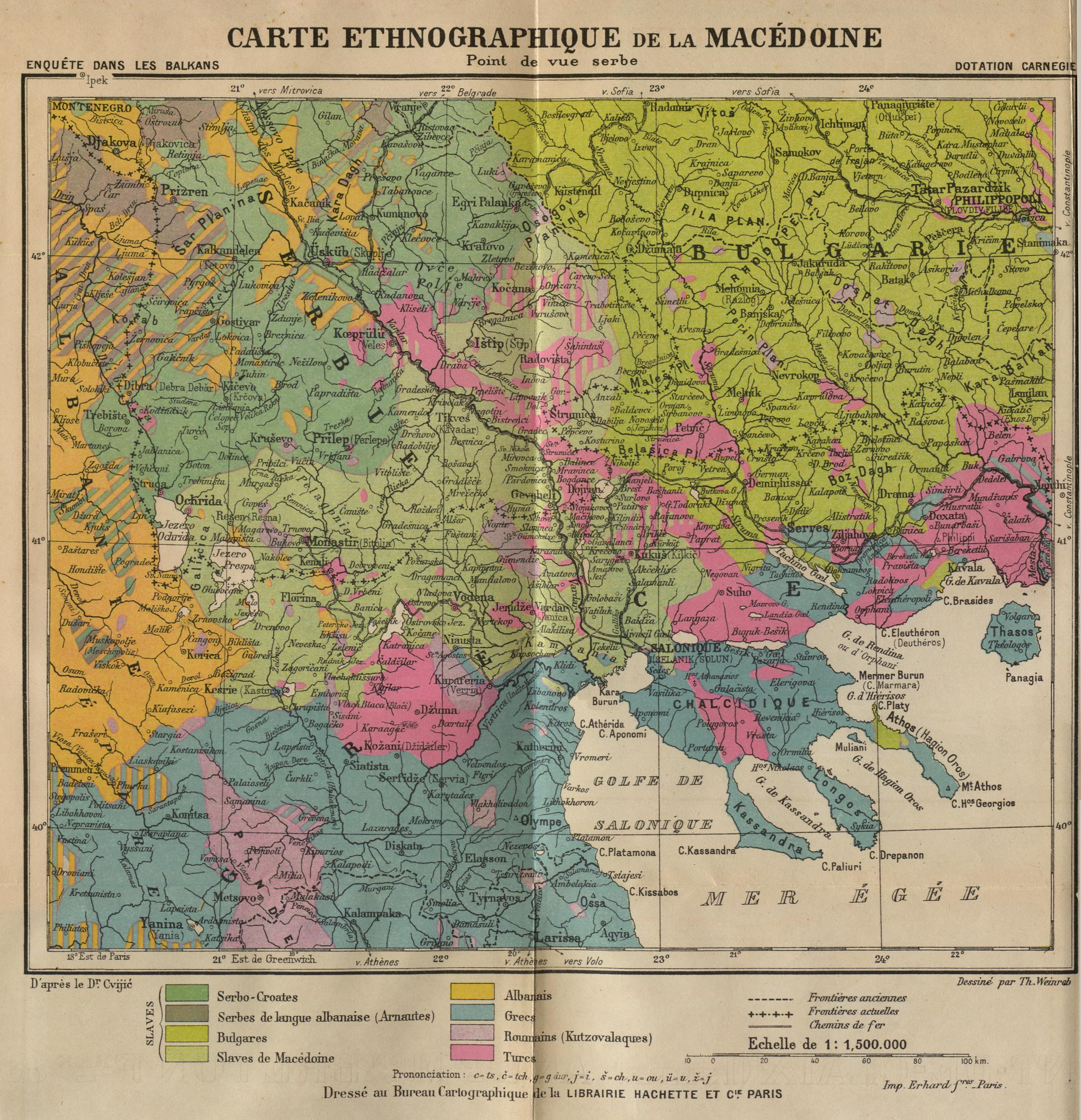
Hartă a Balcanilor în anul 1912 alcătuită de sârbi. Munții Pindului apar ca o arie locuită compact de Românii "cuțovlahi".

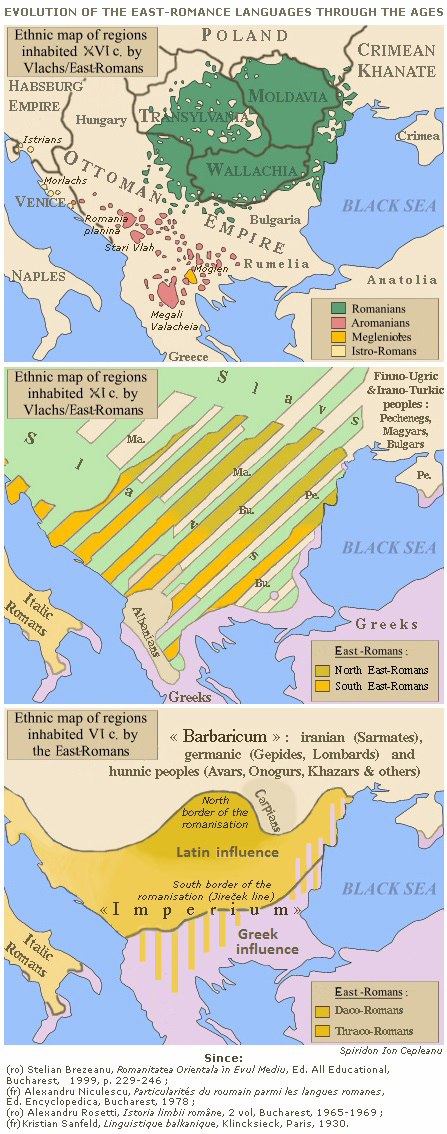
Evoluția istorică a limbilor romanice orientale după majoritatea autorilor.

Conform mărturiei lui Cassius Dio (Istoria romană, LI, 22,6) printre Traci, pe ambele maluri ale Dunării, se aflau Geții, numiți și Daci. Pe malul drept trăiau Moesii, cunoscuți și sub numele de Mysi, printre care trăiau și Tribalii, situați în zona Plevnei. Toate aceste popoare au fost romanizate timpuriu, începând cu secolul I, și au stat neîntrerupt sub stăpânirea romană până în secolul al VI-lea. Istoricul Konstantin Jireček notează puternica și durabila lor romanizare dar a greșit demarcarea spațiilor ocupate de latinofoni. O parte din tracii situați la sudul munților Haemus (azi Balcani) au fost elenizați dar o altă parte, tot la sud de Balcani, au rămas latinofoni: meglenoromânii, aromânii, macedoromânii, maurovlahii etc.
Majoritatea istoricilor socotesc că romanizarea popoarelor tracice de pe ambele maluri ale Dunării a dat naștere Traco-Romanilor vorbind limba traco-romană sau proto-română. Ulterior, în secolele IV-VI, odată cu stabilirea Slavilor în zonă, o parte dintre Traco-Romani au fost asimilați de aceștia, iar grupurile rămase romanofone s-au diferențiat în Români la nord de Dunăre și în Dobrogea, și în Aromâni, Megleno-Români și Istro-Români la sud de Dunăre. Diferențieri etnice analoge s-au produs și în celelalte populații romanice, de exemplu între Italienii de nord și de sud, sau între francofonii de nord (Francienii cu limba de Oïl) și de sud (Occitanii cu limba de Oc). În cazul Românilor și Aromânilor, "vatra străromână" se întindea la nordul liniei Jireček pe ambele maluri ale Dunării, iar diferențierea Românilor de Aromâni (și de Megleno-Români) s-a produs fără ca unii să descindă din ceilalți, prin instalarea Slavilor între ei, și prin evoluția separată (în nord și în sud) din Proto-Română în Română și în Aromână. Lexicologia arată că limba română prezintă o puternică influență slavă, maghiară și timpuriu germană, - așadar limba proto-germanică - iar majoritatea elenismelor au tranzitat prin intermediarul bulgar, pe când limbile din sudul Dunării prezintă o influență slavă mai slabă și o influență directă traco-iliră și grecească antică târzie.
Singurele Românii populare care se datorează unor migrațiuni atestate sunt grupul Istro-Românilor și Vlahia moravă. Ceilalți, fie ei Români sau Aromâni, sunt atestați de cel puțin un mileniu acolo unde trăiesc și azi. Unii lingviști aromâni din România, cum ar fi Matilda Caragiu-Marioțeanu susțin totuși că aromânii se află într-o criză de identitate întreținută de interferențele politice în domeniul cercetărilor filologice, istorice, etnologice și lingvistice. Aceste interferențe se manifestă prin teorii contradictorii și dispute între istoriografiile moderne ale diferitelor țări, impregnate de naționalisme. Acestea tind a demonstra o origine cât mai monoetnică și o întâietate cât mai timpurie a fiecărui popor în teritoriul acoperit astăzi de statul care îl reprezintă. Astfel, "vatra străromână" este în România limitată la teritoriul nord-dunărean, vechii slavi de sud evoluează singuri în Balcani după istoricii din Serbia și Bulgaria, iar strămoșii Aromânilor din Grecia sunt "greci latinizați" conform acestei tendințe, denumită "protocronism".
În astfel de teorii, Linia Jireček, Țaratul Vlaho-Bulgar, Iașii sau ponderea Cumanilor la Dunărea de Jos și în Balcani, nu sunt negate de nimeni, dar sunt trecute sub tăcere, iar în dezbaterea istorică, rolul strămoșilor minorităților de azi este minimizat, sau chiar ocultat. În acest context, Românii sud-dunăreni apar ba ca imigranți de origine nord-dunăreană în țările balcanice (unde sunt totuși menționati încă din secolul VII, în episodul Torna fratre din Teofan Mărturisitorul și din Theofilact din Simocatta), ba ca rămășițe răzlețe a unei latinități sud-dunărene strămutată tardiv în nordul Dunării (teoria istoriografiei mahiare, expusă inițial de Eduard Robert Rösler), ba ca greci latinizați fără nici-o legătură cu Românii (teoria istoriografiei elene, care nu ține nici-un cont de realitatea unui ansamblu lingvistic roman oriental). Astfel disputați, cum n-ar avea probleme identitare ? Acestea se conturează în principal prin opoziția între "integraționiști" (sau "româniști", care se socotesc Români sud-dunăreni și nu cer, în România, statutul de minoritate) și "machedoniști" (care se socotesc Macedoneni antici latinizați, revendică statutul de minoritate și se identifică prin "Soarele de la Vergina").
Vestigiile aromânilor din Balcanii de Vest sunt totuși evidente. În urma lor au rămas necropolele medievale (secolele XI-XVI) cu petroglife din Bosnia și Herțegovina, Muntenegru, Serbia, Croația și Kosovo. Originea vlahă este atestată de numeroși cercetători. Unele petroglife înfățișează aromâni cu tradiționala fustanelă. UNESCO a acceptat ca unele necropole să fie protejate dar nu a menționat contribuția vlahilor la ridicarea acestor monumente.
Majoritatea lingviștilor, etnologilor și istoricilor nu susțin niciuna dintre "taberele" potrivnice, socotind Aromânii ca un popor de sine stătător, ce nu provine nici din Românii nord-dunăreni, nici din Macedonenii antici (care erau elenizați, nu romanizați), ci direct din Traco-Romani precum toți vorbitorii limbilor est-romanice.

## Perioada bizantină
În 579, doi cronicari bizantini, Teofan Spovednicul și Teofilact din Simocatta, atestează că autohtonii din Haemos vorbeau o limbă romanică (episodul cu Torna fratre) denumită azi Proto-Româna. În secolele VIII și IX sunt frecvent menționați la Dunărea de jos și în toată peninsula balcanică până în Tesalia, Vlahii, cum li s-a zis de atunci încoace, după un cuvânt gotic (Walh). Cuvântul Βλάχοι (Vlahi) este notat de bizantini în anul 976 în cronica autorului bizantin Kedrenos ; mai înainte nu este menționat deoarece cronicarii bizantini denumeau indistinct Ῥωμαῖοι (Romei) toți băștinașii peninsulei balcanice supuși ai împărăției bizantine, indiferent de limbile lor greacă, proto-albaneză sau proto-română. Filologul Ilie Gherghel, într-un studiu despre cuvântul „Vlahi” arată că denumirea cartierului Blachernae (Vlaherne) din Constantinopol vine de la vlahi și datează aproximativ din secolul al VI-lea; vlahii ar fi avut o colonie lângă capitală.
În secolul al VIII-lea sunt menționați "vlahorinchinii" în Balcani
În secolul al X-lea, cronicarul arab Mutahhar al-Maqdisi, a menționat printre vecinii popoarelor turcice pe slavi, Waladj(vlahi), alani, greci și alte popoare.
În anul 938 Ibn al-Nadīm a publicat lucrarea Kitāb al-Fihrist (Indexul cărților arabe) în care a menționat „turcii, bulgarii, vlahii" (folosind termenul Blagha’ pentru vlahi) și alte popoare. Identificarea Blagha’cu vlahii/românii a fost făcută de Dodge și Spinei
Împăratul bizantin Vasile al II-lea făcea referire la vlahi într-un act pe care l-a emis. Acest act este considerat prima atestare a vlahilor din grupul aromân.
În secolul al XI-lea, conform "Analelor de la Bari", (apărute cu "Anales Lupi Protospatharii"), în anul 1025,
împăratul Vasile al II-lea a trimis  în Italia o mare armată formată din vandali, turci, varegi (vikingi),
bulgari, vlahi (probabil aromâni), macedonieni și alte neamuri ca să atace și să ocupe Sicilia (anul 1027 in Anale)
Războiul crunt dintre Primul imperiu bulgar și împăratul bizantin Vasile al II-lea Bulgaroctonul adică „ucigașul de bulgari” provoacă deplasări de populații relatate de cronicarul Ioannis Skylitzes, prin care legătura dintre Vlahii nord- și sud-Dunăreni este definitiv întreruptă, o mare parte dintre cei sud-Dunăreni, strămoșii direcți ai Aromânilor, trecând la sud de linia Jireček și refugiindu-se în teritoriile muntoase azi situate în Grecia de nord, în Albania centrală sau la frontiera între Republica Macedonia și Grecia.
Tot în secolul al XI-lea, vlahii sunt menționați de Ana Comnena în Alexiada ca locuitori ai imperiului. Sunt menționați și ca participanți în bătălia de la Lebunion dintre Imperiul condus de Alexius și pecenegi
În secolul al XII-lea, răscoala Asǎneștilor duce la întemeierea unui regat aromâno-bulgar denumit în cronicile vremii [1185] Regnum bulgarorum et valachorum și numit de istoricii moderni "Al doilea Imperiu bulgar". Acest regat este înlocuit, după șase decenii de existență, de cele două țarate bulgărești din Vidin și Târnovo, precum și de o serie de despotate și cnezate în Macedonia, Dobrogea și câmpia Dunării de jos.
În perioada Evului Mediu, Aromânii au mai creat pe alocuri state semi-autonome conduse de Dobromir Chrysus și Ivancu iar pe teritoriul actualei Grecii, state cum ar fi Vlahia Mare sau Vlahia Mică. Ulterior, în secolul XIX, Aromânii au jucat un rol important în independența mai multor țări balcanice ca Bulgaria, Albania și Grecia față de Imperiul Otoman.

## Perioada otomană

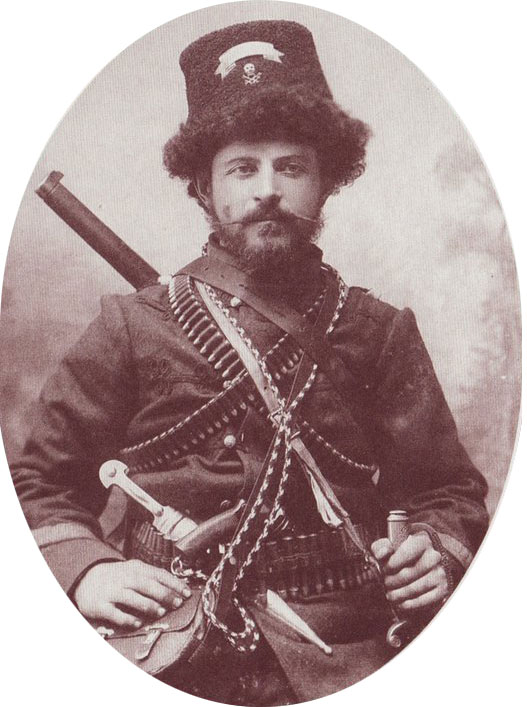
Pitu Guli eroul vlah căzut în 1903 în lupta pentru libertatea vlahilor din Crușova (azi în FYROM)

Sub stăpânirea otomană Aromânii nu au mai întemeiat state, dar au avut adesea autonomii locale (de exemplu la Moscopole în Albania, Crușova în Macedonia, sau Hum în Herțegovina): ocupațiile lor erau în principal comerțul, oieritul, călăuzirea caravanelor și paza înarmată a acestora. În secolul XVIII mulți dintre ei s-au implicat în comerțul dintre Occident și Orient, Moscopole devenind unul dintre cele mai importante și prospere orașe din Balcani, până la distrugerea sa de către otomani în 1788. În Herțegovina, aromânii au fost serbizați și apoi islamizați. Au lăsat în Bosnia și Herțegovina numeroase necropole cu lespezi decorate artistic numite stećci în limba sârbă.
În luptat pentru eliberarea vlahilor și a bulgarilor de sub jugul turcesc s-a remarcat Pitu Guli, un vlah (machidon). Acesta a murit în 1903 luptând pentru Republica de la Crușova (azi în FYROM). A devenit erou național pentru macedoneni și bulgari.

### Procesul de elenizare și școliile românești din Balcani

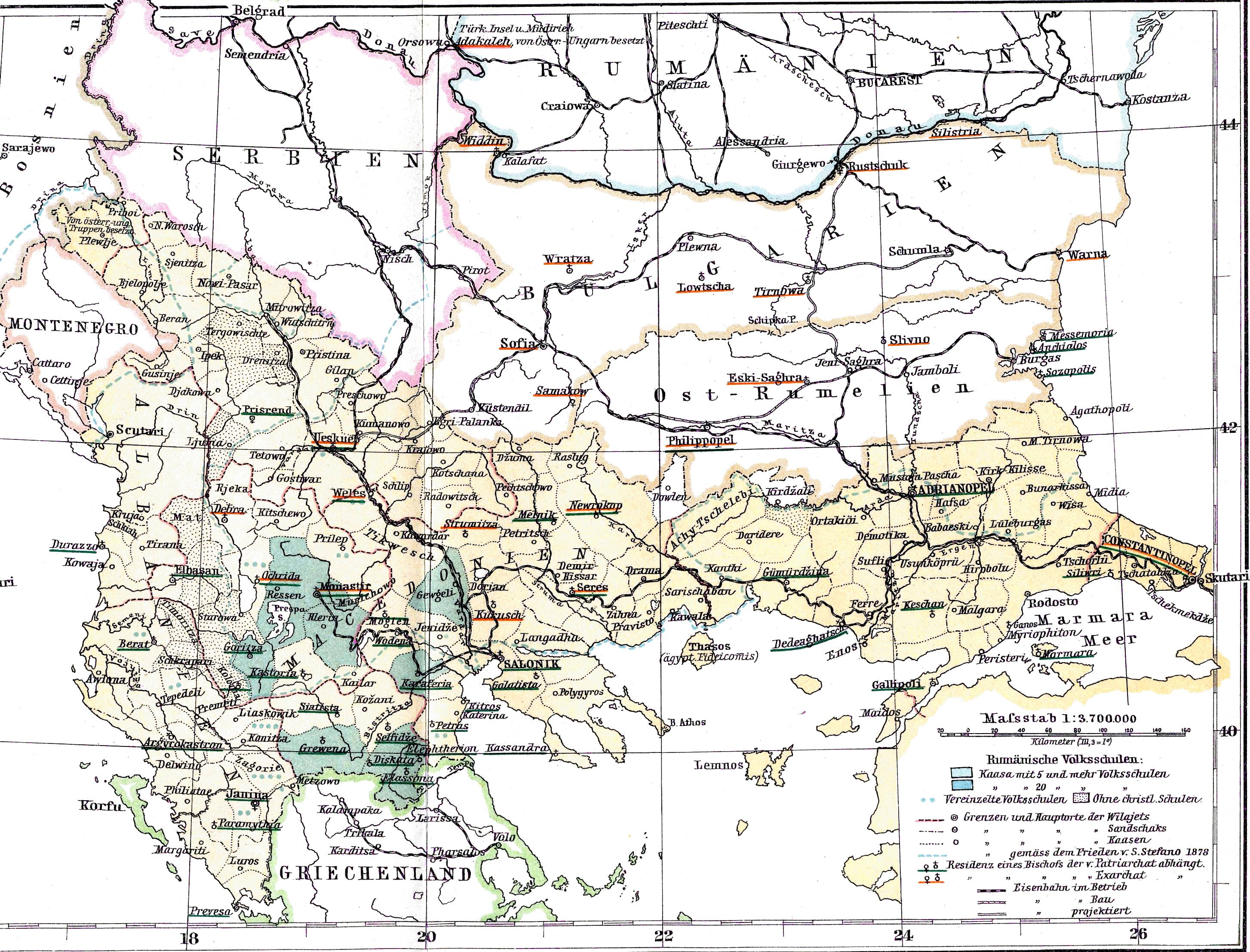
Școli românești în Imperiul Otoman (1886)

O considerabilă parte a Aromânilor din Grecia s-a elenizat cu timpul, atât lingvistic cât și cultural sau politic. Influența elenică asupra lor, care i-a determinat să-și schimbe limba și tradițiile, este mai ales bisericeasă și crește în secolul al XVIII-lea. Începea atunci lupta ortodocșilor greci pentru emancipare, și biserica încerca să adune toți credincioșii sub stindardul elenismului ortodox. Sub amenințarea anatemizării, misionarul grec Kosmas Aitolos (1714-1779) susținea ca aromânii trebuie să vorbească grecește "limba bisericii noastre". Biserica greacă a luat sub aripa ei peste 100 de școli în nordul și vestul Greciei de azi, atunci parte componentă a Imperiului Otoman, în care elevii, supuși ai Turcilor precum și profesorii, erau educați ca să devină patrioți greci. De partea sa, și România a început o acțiune de asimilare a Aromânilor, culturii românești de data aceasta : au fost deschise școli românești în numeroase localități din Pind, Macedonia, Epir începând încă din anii 1860. Este important de precizat că inițiativa înființării școlilor românești din Balcani aparține unui grup de aromâni "integraționiști" stabiliți la București : D.D. Cozacovici, ofițer al armatei române (el însuși născut în Metsovo/Aminciu), Zisu Sideri, Iordache Goga, cu toții convinși că emanciparea Aromânilor se va realiza mulțumită României, nu Greciei. Astăzi autoritățile grecești nu permit vlahilor studierea limbii materne și nu au semnat Carta europeană a limbilor regionale sau minoritare.

### Războiul româno-ruso-turc și Aromânii din Tesalia
În Balcani, înaintea războiului româno-ruso-turc, a pornit o puternică revoltă îndreptată împotriva otomanilor. Au participat bulgarii și populația românească de la sud de Dunăre. Românii au avut un rol principal în desfășurarea revoltei fiind conduși de legendarul  Vasil Levski Revolta  a fost înăbușită de otomani.
Războiul româno-ruso-turc din 1877-1878, la care Regatul României a participat alături de ruși la Plevna și Vidin, se soldase (pe lângă confirmarea Independenței României) cu anexarea de către greci a Tesaliei, locuită în bună parte de aromâni, unii elenizați deja, alții nu încă. De fapt, Grecia, care nu se angajase militărește, a obținut Tesalia fără ca să fie nevoită să tragă un singur glonț, luptele și sacrificiile fiind date de către români și ruși. O parte dintre aromânii din Tesalia au petiționat (în zadar) Congresul de la Berlin ca Tesalia să rămână parte a Imperiului Otoman și astfel ei să nu fie separați de frații lor din Epir si Macedonia care au rămas sub stăpânire turcească în continuare până în 1912: din această cauză, în ultimele decenii ale secolului al XIX-lea și începutul celui de-al XX-lea, Grecia s-a plâns că România, împiedicând elenizarea aromânilor, face jocul Turciei.

### "Sprijin al patriei-mamă" sau "propagandă românească"?

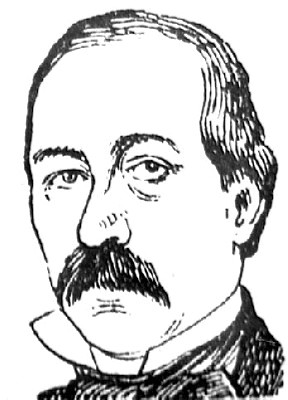
Apostol Mărgărit

Termenul de propagandă românească, folosit de istoricii greci, este din punctul de vedere românesc un sprijin cultural dat Aromânilor (fără nici-o revendicare teritorială sau politică), dat fiind că inițiatorii mișcării de redeșteptare a românilor au fost în parte Aromâni. Aceștia aveau sentimente pro-române mergând până a se considera ei înșiși români, ceea ce justificau prin originea latină comună. Ministrul cultelor și a învățământului din acea perioadă, Dimitrie Bolintineanu era aromân din partea tatălui său, care era născut în Ohrida și a cărui nume adevărat a fost cel de Ienache Cosmad, schimbat mai apoi în Bolintineanu, după numele unei moșii din satul Bolintineni lângă București, al cărei proprietar era. În secolul al XIX-lea și la începutul secolului al XX-lea, se remarcă personalitatea marcantă a lui Apostol Mărgărit (1832-1903), învățător și inspector al școlilor române din Grecia, provenind dintr-o familie originară din Avdela. Mărgărit a fost timp de cinci decenii liderul micii facțiuni pro-române a aromânilor din Grecia și la moartea acestuia în 1903 statul româna a organizat funeralii naționale. O stradă din București îi poartă numele .

### Aromânii la nord de Dunăre
Încă din evul mediu, datorită distrugerii orașelor lor de către Turci, așa cum a fost cazul Moscopole, foarte mulți aromâni au părăsit pământurile strămoșești din Balcani pentru a se stabili în Austro-Ungaria și în Principatele Române.
Începând cu 1864 și până în primii ani ai secolului al XX-lea, statul român a deschis aproape 100 de școli în Grecia, Macedonia și Albania pentru a educa aromânii în limba română. Unele școli, gimnazii și licee au funcționat până după cel de-al doilea război mondial. În cele din urmă ele au fost închise din ordinul ministrului de orientare stalinistă Ana Pauker, a proaspetei înființate Republici Populare Române. Directorul Direcției generale a școlilor din Balcani a fost pentru o vreme aromânul Augustin Călianu, care avea rang de secretar de stat.
Rezultatul imediat al școlilor românești din Balcani a fost că un număr de aromâni au putut studia într-o limbă extrem de apropiată de limba vorbită în familie. La vremea respectivă nu exista încă o limba aromână literară unitară, așa încât singura soluție viabilă părea folosirea românei literare. Cei mai mulți elevi aromâni studiau însă în școli cu predare în limba greacă.
Printre absolvenții gimnaziilor și liceelor românești ca cele de la Grebena, Bitola, Salonic, Ianina etc. s-au numărat personalități ca Teodor Capidan, Tache Papahagi, George Murnu (toți trei profesori universitari la București și autori ai unor lucrări de referință despre aromâni), Marcu Beza (diplomat român și scriitor), Constantin Papanace (ministru al Guvernului României, deputat și scriitor aromân), Athanasie Joja profesor universitar de filosofie și ministru al învățământului la București în perioada postbelica și mulți alții. Rolul școlilor românești (pentru care statul român a cheltuit sume importante) a fost crearea unei conștiințe naționale românești în rândul aromânilor. România a beneficiat de pe urma numeroșilor aromâni care s-au stabilit în România ca loiali cetățeni român și care au contribuit la dezvoltarea vieții culturale, științifice, politice și economice a țării (astfel de contribuții ale aromânilor sunt recunoscute în toate statele balcanice).

## Colonizarea în Cadrilater și Dobrogea
În anii 1920, Guvernul României a sugerat, ca o măsură de compromis, ca acei aromâni din Grecia, Albania și Bulgaria, care întâmpinau dificultăți în respectivele lor noi patrii de adopție, să colonizeze cele două județe dobrogene cedate de  bulgari Regatului României în urma războiului balcanic. De altfel, aromânii înșiși au petiționat Guvernul român, la un congres organizat la Veria, să li se îngăduiască venirea în România. Ulterior ei au fost nevoiți să-și lase casele și noile gospodării încropite și să se mute în Dobrogea de nord, în județele Tulcea, respectiv Constanța. Rezultatul a fost că 15%(aproximativ 50.000) din populația Dobrogei vorbește dialectul aromân, iar municipiul Constanța este un centru activ al culturii aromâne în renaștere după 1990.

## Episodul legionar și tentativele lui Mussolini
În perioada interbelică, anumiți aromâni din rândurile studențimii din România, au fost membri activi ai partidului de extremă dreaptă și creștin "Mișcarea Legionară", poreclit "Garda de Fier" din cauza stemei sale (6 sulițe perpendiculare câte 3, semănând cu o "zgardă de fier"). Aromânii legionari Doru Belimace și Caranica au fost doi dintre asasinii primului-ministru de atunci Ion G. Duca. Unul din motivele asasinatului l-a constituit faptul că I.G. Duca dispusese oprirea colonizării aromânilor din Grecia, Albania și Bulgaria în Dobrogea . Acestă dispoziție a fost considerată de aromânii partizani ai regrupării în România, drept o trădare a angajamentelor luate anterior de România.
Simultan, agenții italieni (dar uneori și aromâni din Albania, atunci sub influența, apoi, după 1938, ocupația italienească) au cutreierat ținuturile locuite de Aromâni în nordul Greciei, încercând să înroleze ostași în armata italiană din Albania, și să recruteze agenți de influență la fața locului, cu promisiunea de a crea, în caz de conflict victorios cu Grecia, un stat Aromânesc în Macedonia occidentală. Autoritățile elene, sub regimul generalului Metaxas au reacționat evident prin arestări și procese pentru trădare, dar trebuie spus că arhonții aromâni în covârșitoarea lor majoritate, nu au dat ascultare agenților italieni, ba chiar au predat câțiva dintre aceștia poliției, rămânând credincioși jurământului depus în anii 1913-1919 față de Ethniki 'elliniki koinonia (comunitatea națională a Greciei), mulțumită căruia își păstraseră proprietățile și drepturile strămoșești.

## Al doilea război mondial
În 1941, după ocuparea nazistă a Greciei, sub controlul Italiei, în nordul Greciei, a fost creat un stat autonom al aromânilor: Principatul Pindului. Liderii principatului au fost Alchiviad Diamandi di Samarina (Prinț Alchibiades I, 1941-1943) și baronul Gyula Cseszneky de Milvány (Prinț Julius I, 1943). Existând doar mulțumită armatei italiene (și recunoscut excluziv de Italia), principatul a dispărut în octombrie 1943 odată cu capitularea Italiei și cu intensificarea în zonă a acțiunilor de rezistență împotriva trupelor de ocupație germane, acțiuni conduse de armata elină E.A.M. în care s-au înrolat și mulți Aromâni.

## Istoria modernă
.

Steagul aromânesc actual

Astăzi, poziția oficială a guvernului grec este că aromânii sunt Greci latinizați. Au existat acuzații la adresa guvernului grec că a adoptat această poziție oficială doar fiindcă nu dorește să le acorde statutul de minoritate etnică. Deși tradițiile aromâne nu sunt interzise de statul grec, aromânii sunt încurajați să vorbească doar limba greacă.
Adunarea parlamentară a Consiliul Europei a adoptat un raport cu caracter de recomandare pe 24 iunie 1997 recomandând ca guvernele țărilor unde locuiesc aromânii să faciliteze educația în limba aromână și folosirea acesteia în școli, biserici și media. Actualul președinte al Republicii Grecia Karolos Papoulias, născut în Epir la Ianina el însuși de origine parțial aromână, nu pare să fie preocupat de soarta limbii aromâne, deși domnia sa este un militant fervent pentru drepturile etnice ale minorității grecești din Albania.
Poziția oficială a majorității societăților culturale aromâne este de a se considera ca Traci romanizați de limbă și cultură aromână, dar membri, în Grecia, ai comunității naționale elenice ('Ελληνικη Εθνικη Κοινονια), iar în România, ai poporului Român. O minoritate adoptă poziția oficială a guvernului grec (și se socotesc, în România, ca minoritate națională, deși nu sunt recunoscuți ca atare). O altă minoritate (condusă, de la Paris, de Iancu Perifan) se socotește de origine nord-dunăreană, așadar dacică, și se consideră, în Grecia, ca minoritate națională românească (spre marea iritare a guvernului grec și în dauna politicii de prudență a celorlalte societăți aromâne).

## Rolul jucat de aromâni în istoria popoarelor vecine

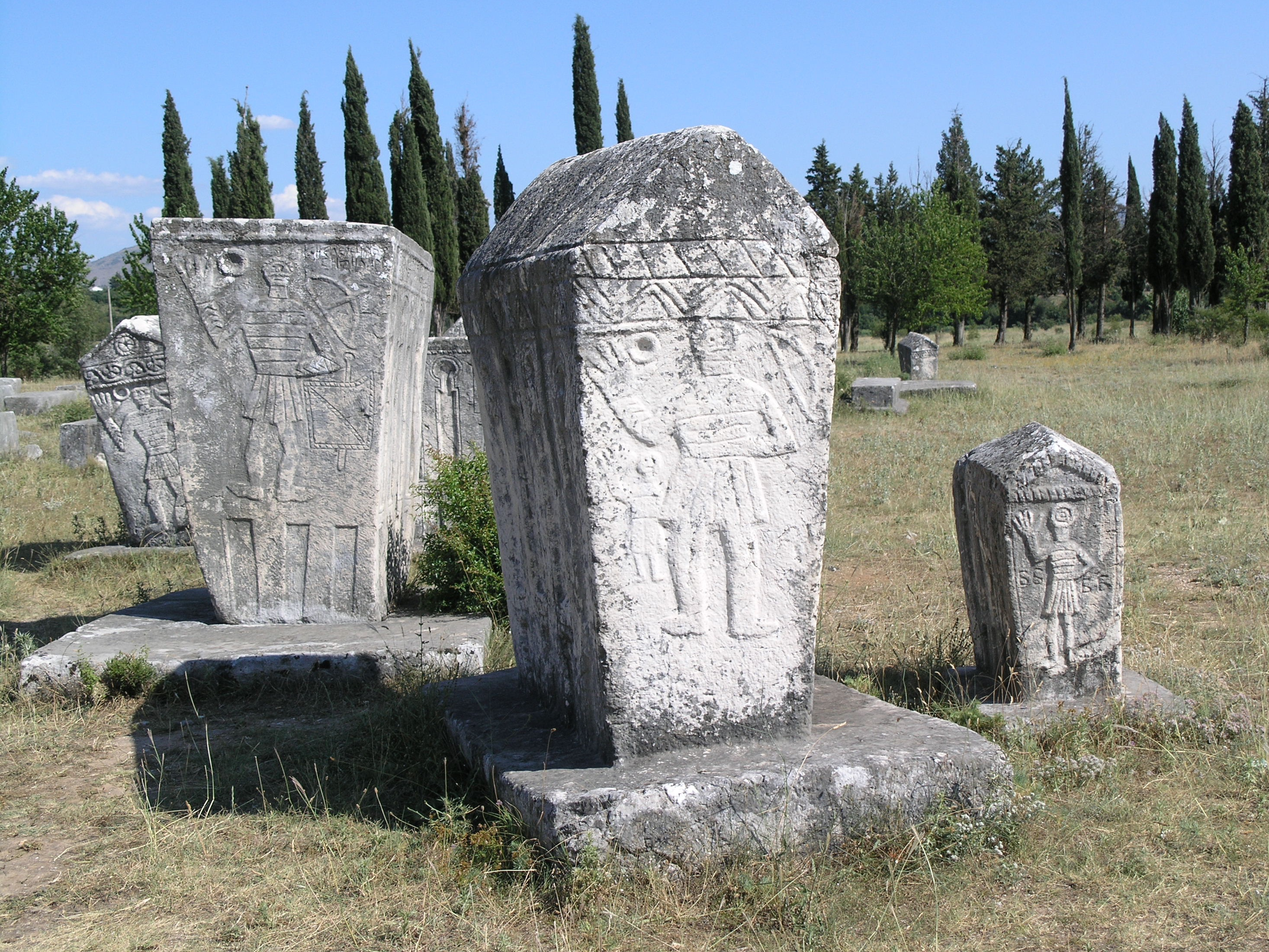
Petroglife cu aromâni în veșminte tradiționale pe pietrele funerare din Radimlja

- În Balcanii de Vest, aromânii numiți aici vlahi sau caravlahi sau morlaci (adică vlahii de nord[31]) au avut o perioadă de avânt economic în evul mediu când au participat la conducerea principatului Hum (Zachlumia) și la principatul Zeta. Ei vorbeau o limbă asemănătoare cu limba română dar urmașii lor vorbesc o limbă slavă. După unii autori, majoritatea sârbilor din Republica Srpska din actuala Bosnie sunt de origine vlahă, la fel ca majoritatea populației din Bosnia și Herțegovina.[32] Aromânii au lăsat în urma lor numeroase necropole decorate artistic (stecci) atât la munte, în păduri dar și la șesuri în aproape toate statele din fosta Iugoslavie. Unele sunt protejate de UNESCO. Din folclorul lor a rămas cunoscuta baladă a morlacilor islamizați (Hasanaginica), culeasă de Alberto Fortis.
- Multe dintre ajutoarele lui Tudor Vladimirescu, în cadrul revoluției din 1821, au fost aromâni: Farmache, Iordache, Olimpiotul, ca și comandantul arnăuților, serdarul Diamandi Giuvara.
- Poeții Octavian Goga și Ștefan Octavian Iosif sunt de origine aromână.[33]
- Aromânii din Serbia secolului al XIX-lea au constituit nucleul viitoarei burghezii sârbe.
- La Viena și Budapesta, aromânii aceleiași perioade au dat generații de mari bancheri și industriași ca: Sina, Dumba, Darvari, Belu, Mocioni (Mocsony).
- Referitor la războiul grec de independență, unul dintre precursorii revoluției a fost Constantin Rhigas Phereos Velestinlis (pe numele adevărat Riga Fereu din satul aromânesc Velestin). Acesta a compus celebra "Marseillaise a grecilor".
- mai toți vlahii din Grecia îmbogățiți prin străinătăți devin mari bancheri, industriași și comercianți ca: Sina, Maruzzi, Averoff, dar și autorii unor mari opere de binefacere ("evergeți").[34]